# ناحية تل تمر
ناحية تل تمر إحدى نواحي سوريا تتبع إداريّاً لمحافظة الحسكة منطقة الحسكة ومركزها بلدة تل تمر، بلغ تعداد سكان الناحية 50,982 نسمة حسب التعداد السكاني لعام 2004.

## بلدات وقرى ناحية تل تمر

### أ
- أبو كبرة
- أبو تينة
- أبو الفرج
- البيضة
- الدردارة
- الغرة
- الفكة
- الهامانية (خربة التمر)
- الجفر
- الخريطة
- الخزنة
- المقبرة
- السيحة الوسطى
- المتوسطة
- النايفة
- القاسمية
- السلماسة
- الطويلة
- أم الكيف
- أم المسامير عرب
- أم المسامير كرد
- الريحانية غربي
- الحسينية شرقي
- الحويش
- الداودية
- السيحة
- السيحة الشمالية
- المبطوح
- المعظمة
- الهدى
- أخشي نزلة
- أرقبة
- أم شعيفة
- أم غركان
- العلوة الشرقية
- الحنة الشرقية
- السبعة وأربعين

### ت
- تل حمام شرقي
- تل باز
- تل بالوعة
- تل دمشيج
- تل الجميلية
- تل المغر
- تل فويضات شامية
- تل حفيان
- تل هرمز
- تل جدايا
- تل جمعة (هلمون)
- تل كيفجي
- تل مخاضة
- تل مساس
- تل مغاص
- تل نصرى
- تل نجمة
- تل رمان
- تل سكرة
- تل شامية
- تل شمران
- تل طلعة
- تل تمر
- تل طويل
- تل بريج،
- تل رحيل ،
- تل طال،
- تل فويضات ،
- تل كوران
- تل عربوش
- تل حمام غربي

### ح
- حويزية

### خ
- خربة شعيب
- خويتلة

### ر
- رشيدية شرقي

### س
- سكر الأحيمر

### ش
- شموكة

### ع
- عين التينة
- عدله

### غ
- غبشة

### ق
- قبر شامية
- قبر صغير

### ك
- كشكش جبور
- كون عطار

### م
- مدينة قبلية
- مجيبرة زركان

### و
- وادي الأحمر
- وادي النجمة